# Xanthanomoea munroi
Xanthanomoea munroi är en tvåvingeart som beskrevs av Mario Bezzi 1924. Xanthanomoea munroi ingår i släktet Xanthanomoea och familjen borrflugor. Inga underarter finns listade i Catalogue of Life.